# Família real grega

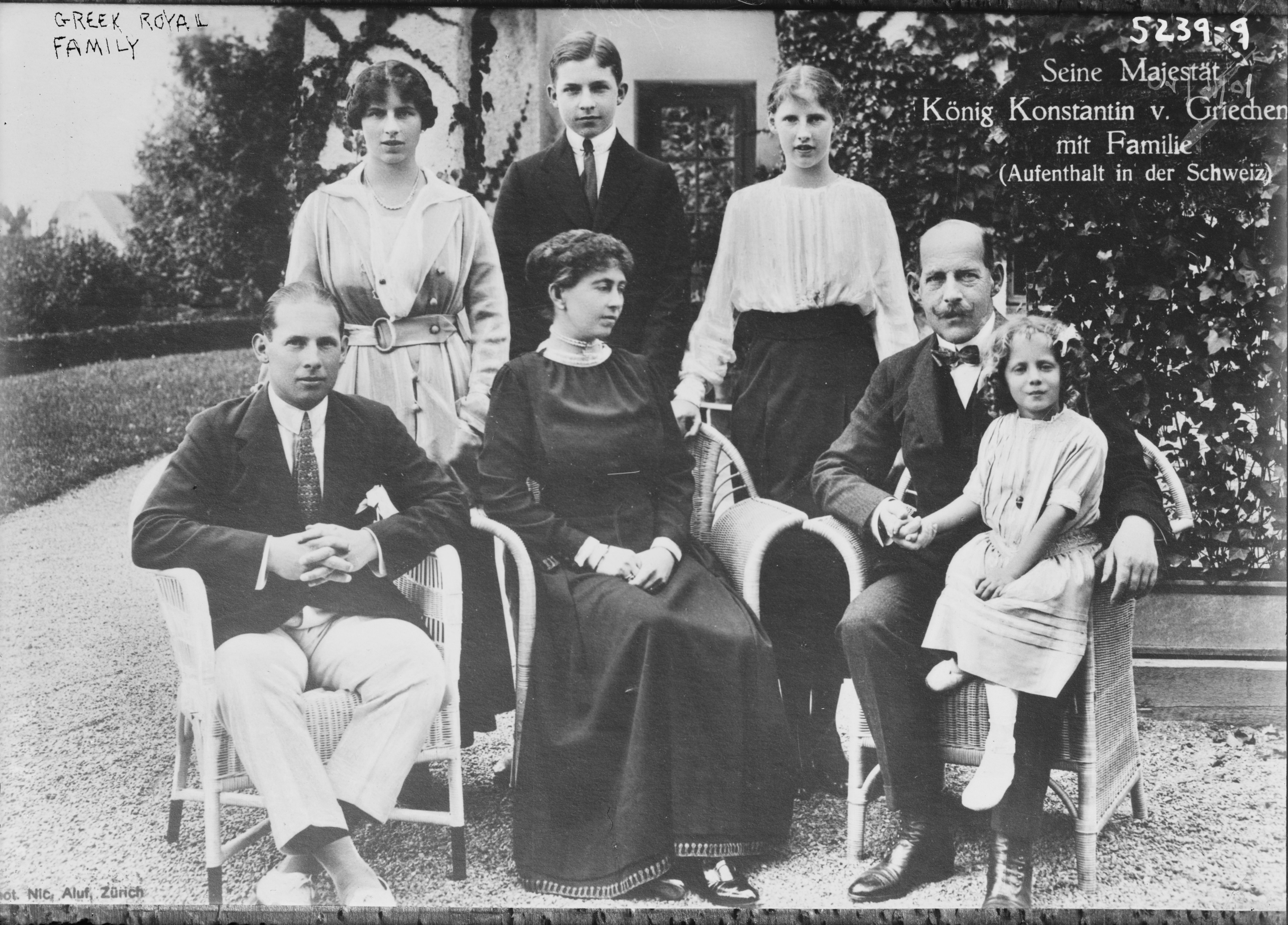
familia real grega em 1915

A família real grega fazia parte da Casa de Glücksburg, de origem alemã. O primeiro monarca desta casa foi Jorge I, filho de Cristiano IX da Dinamarca. Geralmente, quase todos os membros da família real grega, exceto o rei e a rainha, recebiam os títulos de príncipe ou princesa da Grécia e Dinamarca e o tratamento de Sua Alteza Real, como foi o caso do Duque de Edimburgo.

## História

### Chegada
A família chegou ao trono após a derrubada em 1862 do primeiro rei do Estado independente grego, Otto da Baviera. Em um referendo, os gregos elegeram o príncipe Alfred do Reino Unido como seu novo rei, mas a candidatura foi rejeitada pelas grandes potências, que se recusaram a permitir que qualquer membro de suas respectivas famílias reais ascendessem ao trono grego. A busca de outros candidatos se seguiu, e, posteriormente, os gregos ofereceram o trono ao príncipe William da dinastia dinamarquesa Glücksburg, que tinha recebido seis votos no referendo. A Assembleia Nacional grega proclamou como rei George I, e ele chegou à Grécia em outubro de 1863.
A família real via a Grécia passar por turbulências diversas, incluindo a Guerra dos Balcãs, a Primeira Guerra Mundial, Segunda Guerra Mundial (durante o qual a Grécia sofreu a ocupação pelo Eixo), a Guerra Civil Grega , e a junta militar grega de 1967-1974. Após o cisma nacional durante a Primeira Guerra Mundial e os subsequentes desastres na Ásia Menor, a monarquia foi deposta em março de 1924 e substituída pela Segunda República Helénica, que durou até ser derrubada por um golpe de Estado monárquico em outubro de 1935.

### Queda
Em 21 de abril de 1967, o governo eleito foi deposto por um grupo de oficiais de médio escalão do exército liderado pelo coronel Geórgios Papadópoulos e uma ditadura militar foi estabelecida. O regime, conhecido como O "Regime dos Coronéis", forçou o rei Constantino II em aceitá-lo como legítimo. Em 13 de dezembro de 1967, o rei lançou um contra-golpe que falhou e ele, juntamente com a sua família, fugiu para o exílio em Roma e logo depois para Londres.
Em 1 de Junho de 1973, Constantino II foi declarado deposto por uma junta militar e Papadopoulos designou a si mesmo como Presidente da República. Em 29 de julho de 1973, um questionável plebiscito [carece de fontes?] procurou confirmar a abolição da monarquia. A ditadura caiu em agosto de 1974 e o novo regime realizou um novo plebiscito em 8 de dezembro de 1974, que confirmou a abolição da monarquia por uma votação de 69% para 30%. O rei deposto nunca questionou a validade do referendo, como os referendos que instituiram a monarquia na Grécia (1863, 1935) também foram aceitas por seus predecessores.
Atualmente, todos os membros da família real anterior estão vivendo no exterior; Constantino II, a sua esposa a rainha Ana Maria, e seus filhos solteiros vivem atualmente em Londres. Como linha masculina descendentes do rei Cristiano IX da Dinamarca, os membros da dinastia do usam o título de príncipe ou princesa da Dinamarca e, portanto, são tradicionalmente referidos como príncipes ou princesas da Grécia e Dinamarca.

## Membros da família real grega

Estandarte pessoal dos reis da Grécia.

- SAR o príncipe Paulo, Príncipe Herdeiro da Grécia (Chefe da Casa Real)
SAR a princesa Maria Chantal, Princesa Herdeira da Grécia
  - SAR a princesa Maria Olímpia
  - SAR o príncipe Constantino Alexios
  - SAR o príncipe Achileas Andreas
  - SAR o príncipe Odisseu Kimon
  - SAR o príncipe Aristides Stavros

SM a rainha Ana Maria (viúva do rei Constantino II)
- SAR a princesa Alexia, Sra. Morales
- SAR o príncipe Nicolau
- SAR a princesa Teodora, Sra. Kumar
- SAR o príncipe Filipe
SAR a princesa Nina

SM a rainha Sofia de Espanha (irmã do rei Constantino II)

SAR a princesa Irene (irmã do rei Constantino II)

SAR o príncipe Miguel (neto do rei Jorge I)
Marina, consorte do príncipe Miguel
- SA a princesa Alexandra, Sra. Mirzayantz
- SAR a princesa Olga, Duquesa de Aosta

### Família estendida
- Carlos Morales e Quintana (marido da princesa Alexia)
  - Arrieta Morales e Grécia
  - Ana Maria Morales e Grécia
  - Carlos Morales e Grécia
  - Amélia Morales e Grécia
- Nicolas Mirzayantz (marido da princesa Alexandra)
  - Tigran Mirzayantz
  - Dario Mirzayantz

- Os descendentes do príncipe Filipe da Grécia e Dinamarca (neto do rei Jorge I) (1921–2021), casado com Isabel II do Reino Unido.
- Os descendentes das filhas do príncipe André da Grécia e Dinamarca, irmãs do príncipe Filipe, que são: princesa Margarida da Grécia e Dinamarca, princesa Teodora da Grécia e Dinamarca e princesa Sofia da Grécia e Dinamarca.
- Os descendentes da princesa Catarina da Grécia e Dinamarca.
- Os descendentes da princesa Eugênia da Grécia e Dinamarca.
- Os descendentes dos filhos do rei Jorge I não mencionados acima: princesa Alexandra da Grécia, príncipe Nicolau da Grécia e Dinamarca, princesa Maria da Grécia e Dinamarca.
- Os descendentes de Helena da Grécia e Dinamarca, que casou com o rei Carlos II da Romênia.
- As mães do príncipe Alexandre, Príncipe Herdeiro da Iugoslávia, e do príncipe Amadeu, Duque de Aosta, eram princesas gregas.